# Anupam Kher
Anupam Kher (Punjabe, 7 de março de 1955) é um ator, diretor e produtor de televisão indiano. Renomado por fazer diversos filmes para a Bollywood, ganhou vários prêmios reconhecidos pelo mundo da cinematografia, tais como o Óscar, o Globo de Ouro e o Leão de Ouro.
Atualmente integra o elenco da série exibida pela NBC, New Amsterdam onde atua como o Dr. Vijay Kapoor, chefe do departamento de Neurologia e um respeitado neurologista.

## Filmografia

### Cinema
| Ano  | Filme                              | Papel                              | Notas                                 |
| ---- | ---------------------------------- | ---------------------------------- | ------------------------------------- |
| 1971 | Tiger Sixteen                      | Mr. Prem                           | Premiado com Indian Classic Awards    |
| 1982 | Aagmaan                            |                                    |                                       |
| 1984 | Saaransh                           | B.B. Pradhan                       | Premiado com Filmfare Award           |
| 1984 | Utsav                              | Amigo de Samsthaana                |                                       |
| 1985 | Arjun                              |                                    |                                       |
| 1985 | Jaanoo                             | Mr. Mathur                         |                                       |
| 1985 | Misaal                             | Rana                               |                                       |
| 1985 | Rao Saheb                          | Rao Saheb                          |                                       |
| 1986 | Karma                              | Dr. Michael Dang                   |                                       |
| 1988 | Tezaab                             | Shyamlal                           |                                       |
| 1988 | Zakhmi Aurat                       |                                    |                                       |
| 1988 | Pestonjee                          | Pestonjee                          |                                       |
| 1988 | Paap Ko Jala Kar Raakh Kar Doonga  | Bhuchaal                           |                                       |
| 1987 | Nehru: The Jewel of India          | Jawahar                            | Filme indiano-inglês                  |
| 1989 | Ram Lakhan                         | Deodhar Shastri                    |                                       |
| 1989 | Taaqatwar                          | Político                           |                                       |
| 1989 | Parinda                            | Inspetor Prakash                   |                                       |
| 1989 | Daddy                              | Anand                              | Premiado com National Film Award      |
| 1989 | Chandni                            | Ramesh                             | Cameo                                 |
| 1989 | ChaalBaaz                          | Tribhuvan/Chachaji                 |                                       |
| 1990 | Kroadh                             | Inspector Vikram Shukla            |                                       |
| 1990 | Dil                                | Hazari Prasad                      |                                       |
| 1991 | Saudagar                           | Mandhaari Kaka                     |                                       |
| 1991 | Lamhe                              | Prem                               |                                       |
| 1991 | Hum                                | Girdhar                            |                                       |
| 1991 | Dil Hai Ki Manta Nahin             | Seth Dharamchand                   |                                       |
| 1991 | Mast Kalandar                      | Pinku                              |                                       |
| 1992 | Zindagi Ek Juaa                    | Jagjit "J.J." Singh                |                                       |
| 1992 | Shola Aur Shabnam                  | Major Inder Mohan Lahti            |                                       |
| 1992 | Khel                               | Seema's Uncle                      |                                       |
| 1992 | Beta                               | Totaram                            |                                       |
| 1992 | Vansh                              | Krishnakant Dharmadhikari          |                                       |
| 1993 | 1942: A Love Story                 | Raghuvir Pathak                    | Premiado com Star Screen Award        |
| 1993 | Darr                               | Vijay Awasthi                      |                                       |
| 1993 | Roop Ki Rani Choron Ka Raja        | Jagmohan/Manmohan                  |                                       |
| 1994 | Hum Aapke Hain Koun..!             | Prof. Siddharth Chaudhary          |                                       |
| 1994 | Hum Hain Kamaal Ke                 | Nilamber                           |                                       |
| 1995 | Dil Ka Doctor                      |                                    |                                       |
| 1995 | Dilwale Dulhania Le Jayenge        | Dharamvir Malhotra                 |                                       |
| 1995 | Papa Kehte Hein                    |                                    |                                       |
| 1996 | Chaahat                            | Shambunath Rathore                 |                                       |
| 1997 | Gudgudee                           | Ajay Prasad                        |                                       |
| 1997 | V.I.P                              |                                    | Filme em tâmil                        |
| 1998 | Kuch Kuch Hota Hai                 | Principal Malhotra                 |                                       |
| 1998 | Doli Saja Ke Rakhna                | Mr. Bansal                         |                                       |
| 1999 | Hum Aapke Dil Mein Rehte Hain      | Mr. Vishwanath                     |                                       |
| 2000 | Mohabbatein                        | Kake                               |                                       |
| 2000 | Kya Kehna                          | Gulshan Bakshi                     |                                       |
| 2000 | Kaho Naa... Pyaar Hai              | Mr. Saxena/Sirjee                  |                                       |
| 2000 | Refugee                            | Jaan Mohammad                      |                                       |
| 2000 | Dulhan Hum Le Jayenge              | Vicky Nath                         |                                       |
| 2000 | Dhadkan                            | Pai de Sheetal                     | Aparição especial                     |
| 2000 | Hamara Dil Aapke Paas Hai          | Muthu Pillai                       |                                       |
| 2001 | Praja                              | Bappu Haji Mustafa                 | Filme em malaiala                     |
| 2001 | Little John                        | Swamiji                            | Filme em tâmil                        |
| 2002 | Yeh Hai Jalwa                      | Robin Singh                        |                                       |
| 2002 | Bend It Like Beckham               | Mr. Bhamra                         | Filme em inglês                       |
| 2003 | Banana Brothers                    | Ketan                              | Filme em inglês                       |
| 2004 | Bride and Prejudice                | Mr. Bakshi                         | Filme em inglês                       |
| 2004 | Veer-Zaara                         | Zakir Ahmed                        |                                       |
| 2004 | ER                                 | Ajay Rasgotra                      |                                       |
| 2004 | Aabra Ka Daabra                    | Limbu                              |                                       |
| 2005 | Kyaa Kool Hai Hum                  | Dr. Screwala                       |                                       |
| 2005 | Maine Gandhi Ko Nahin Mara         | Professor Uttam Chaudhary          | Premiado com National Film Award      |
| 2005 | Sarkar                             | Motilal Khurana                    |                                       |
| 2005 | The Mistress of Spices             | Avô de Geeta                       | Filme em inglês                       |
| 2005 | Main Aisa Hi Hoon                  | Dayanath Trivedi                   |                                       |
| 2005 | Paheli                             | Bhanwarlal                         |                                       |
| 2006 | Rang De Basanti                    | Rajnath Singhania                  |                                       |
| 2006 | Shaadi Se Pehle                    | Rani's father                      |                                       |
| 2006 | Chup Chup Ke                       | Jeetu Prasad                       |                                       |
| 2006 | Hope and a Little Sugar            | Colonel                            |                                       |
| 2006 | Khosla Ka Ghosla                   | Kamal Kishore Khosla               |                                       |
| 2006 | Jaan-E-Mann                        | Vakil Chachu (Boney)               |                                       |
| 2006 | Vivah                              | Mr. Harischandra                   |                                       |
| 2006 | Apna Sapna Money Money             | Satyabol Shastri                   |                                       |
| 2006 | Prateeksha                         | James Brown                        |                                       |
| 2007 | Shakalaka Boom Boom                | Pai de Reggie                      |                                       |
| 2007 | Kuttrapathirikai                   | Rajiv Gandhi                       | Filme em tâmil                        |
| 2007 | Laaga Chunari Mein Daag            | Shivshankar Sahay                  |                                       |
| 2007 | Victoria No. 203                   |                                    |                                       |
| 2007 | Lust, Caution                      | Khalid Said ud-Din                 | Filme em chinês                       |
| 2007 | Jaane Bhi Do Yaaron                |                                    |                                       |
| 2007 | Gandhi Park                        | Sammy Philips                      | English-Cross cultural Hollywood film |
| 2008 | The Other End of the Line          | Rajeev Sethi                       | Filme em inglês                       |
| 2008 | Dhoom Dadakka                      | Mungilal                           |                                       |
| 2008 | C Kkompany                         | Mr. Joshi                          |                                       |
| 2008 | A Wednesday!                       | Prakash Rathod                     |                                       |
| 2008 | Tahaan                             | Subhan Darr                        |                                       |
| 2008 | De Taali                           | Pai de Abhi                        |                                       |
| 2008 | God Tussi Great Ho                 | Pai de Arun                        |                                       |
| 2008 | Meerabai Not Out                   |                                    |                                       |
| 2009 | Victory                            | Ram Shekhawat                      |                                       |
| 2009 | Morning Walk                       | Joymohan                           |                                       |
| 2009 | Tera Mera Ki Rishta                | Pai de Meet                        | Filme em punjabi                      |
| 2009 | Zamaanat                           | Dr. Madan                          |                                       |
| 2009 | Sankat City                        | Faujdar                            |                                       |
| 2009 | Life Partner                       |                                    |                                       |
| 2009 | Yeh Mera India                     | Mr. Kaur                           |                                       |
| 2009 | Dil Bole Hadippa!                  | Vikram "Vicky" Singh               |                                       |
| 2009 | Wake Up Sid                        | Ram Mehra                          |                                       |
| 2010 | Dabangg                            | Dayal Babu                         |                                       |
| 2010 | You Will Meet a Tall Dark Stranger |                                    | Filme em inglês                       |
| 2010 | Striker                            | Inspector Farooque                 |                                       |
| 2010 | Pyaar Impossible                   | Pai de Abhay                       |                                       |
| 2011 | Yamla Pagla Deewana                | Joginder Singh Brar                |                                       |
| 2011 | Naughty @ 40                       | Laxminarayan Srivastav             |                                       |
| 2011 | Chatur Singh Two Star              |                                    |                                       |
| 2011 | Yeh Faasley                        | Devindar devilal Dua               |                                       |
| 2011 | Pranayam                           | Achutha Menon                      | Filme em malaiala                     |
| 2011 | Mausam                             | Maharaj Krishna                    |                                       |
| 2011 | Desi Boyz                          | Suresh Awasthi                     |                                       |
| 2011 | Speedy Singhs                      | Darvesh Singh                      | Filme em inglês                       |
| 2012 | Chaar Din Ki Chandni               | Chandraveer Singh                  |                                       |
| 2012 | Kyaa Super Kool Hain Hum           | Francis Marlo                      |                                       |
| 2012 | Mr. Bhatti on Chutti               | BB Bhatti                          |                                       |
| 2012 | Chhodo Kal Ki Baatein              | Benam Kumar                        |                                       |
| 2012 | Jab Tak Hai Jaan                   |                                    |                                       |
| 2012 | Silver Linings Playbook            | Dr. Patel                          | Filme em inglês                       |
| 2013 | Midnight's Children                | Ghani                              |                                       |
| 2013 | Kashala udyachi baat               | Blind Man                          | Filme em marata                       |
| 2013 | Mai                                | Doutor                             |                                       |
| 2013 | Special 26                         | P.K. Sharma aka Sharmaji           |                                       |
| 2013 | Chashme Buddoor                    | Taapse                             |                                       |
| 2013 | Gori Tere Pyaar Mein               | Latesh bhai                        |                                       |
| 2013 | Yamla Pagla Deewana 2              | Joginder Armstrong                 |                                       |
| 2014 | Welcome Back Gandhi                | Chief Minister of a State in India |                                       |
| 2014 | Total Siyapaa                      | Pai de Asha                        |                                       |
| 2014 | Gang of Ghosts                     | Gendamal                           |                                       |
| 2014 | Main Tera Hero                     | Vikrant Singhal                    |                                       |
| 2014 | Shongram                           | Old Karim                          |                                       |
| 2014 | Singham Returns                    | Gurukant "Guruji" Acharya          |                                       |
| 2014 | Daawat-e-Ishq                      | Mr. Qadir                          |                                       |
| 2014 | Ekkees Toppon Ki Salaami           | Purushotam Narayan Joshi           |                                       |
| 2014 | Happy New Year                     | Manohar Sharma                     | Aparição especial                     |
| 2014 | Super Nani                         |                                    |                                       |
| 2014 | The Shaukeens                      | Laali                              |                                       |
| 2014 | Sonali Cable                       |                                    |                                       |
| 2015 | Baby                               | Shuklaji                           |                                       |
| 2015 | Sharafat Gayi Tel Lene             | D.K. Thawani                       |                                       |
| 2015 | Roy                                | Pai de Kabir Grewal                | Aparição especial                     |
| 2015 | Dirty Politics                     | C.B.I. Chief                       |                                       |
| 2018 | Hotel Mumbai                       | Cozinheiro Hemant Oberoi           |                                       |

### Televisão
| Ano        | Título                                        | Papel            |
| ---------- | --------------------------------------------- | ---------------- |
| 2013       | 24                                            | Wasim Khan       |
| 2014       | The Anupam Kher Show - Kucch Bhi Ho Sakta Hai |                  |
| 2015       | Sense8                                        | Sanyam Dandekar  |
| 2018-atual | New Amsterdam                                 | Dr. Vijay Kapoor |